# Heiås
Heiås este o localitate din comuna Trøgstad, provincia Østfold, Norvegia, cu o suprafață de 0,85 km² și o populație de 729 locuitori (2013).